# Ірума (Сайтама)

35°50′9″ пн. ш. 139°23′28″ сх. д. / 35.83583° пн. ш. 139.39111° сх. д.
Ірума́ (яп. 入間市, いるまし, МФА: [iɾuma ɕi̥]) — місто в Японії, в префектурі Сайтама.

## Короткі відомості
Розташоване в південній частині префектури. Виникло на основі середньовічного постоялого містечка на Ніккоському шляху. Основою економіки є вирощування саямського чаю, харчова промисловість, комерція, виробництво електротоварів. Станом на 1 жовтня 2008 площа міста становила 44,74 км². Станом на 1 січня 2009 населення міста становило 148 896 осіб.

## Міста-побратими
- Садо, Японія (1986)
- Wolfratshausen, Німеччина (1987)
- Fenghua, КНР (2000)